# Unidos de São Cristóvão
Grêmio Recreativo Escola de Samba Unidos de São Cristóvão é uma escola de samba da cidade do Rio de Janeiro, A escola é oriunda do G. R. B. C. Unidos de São Cristóvão, fundado em 1964. Ficou anos inativo retornando ao carnaval para desfilar em 2022 como escola de samba.